# John Palliser
John Palliser (29 de gener de 1817 – 18 d'agost de 1887) va ser un geògraf i explorador nascut a Irlanda. Va dirigir l'expedició Palliser a Amèrica del Nord, Canadà.
Nascut a Dublin, era fill del Coronel Wray Palliser i germà del Major Sir William Palliser (1830-1882), tots ells eren descendants del Dr William Palliser, Arquebisbe de Cashel (1644–1726).
Des de 1839 fins a 1863, Palliser va servir en la Waterford Militia, arribant al rang de capità. Va ser nomenat High Sheriff of County Waterford per a 1844–45. Durant una expedició de caça a la British North America el 1847, Palliser va escriure Solitary Rambles and Adventures of a Hunter in the Prairies, publicat el 1853. Tornà a la British North America per dirigir l'expedició a la British North American Exploring Expedition, on viatjaren per regions de l'oest sense haver estat encara cartografiades entre els anys 1857 i 1861. Va fer la delimitació topogràfica de la frontera entre els Estats Units i el Canadà des del Llac Superior a la costa de l'Oceà Pacífic. Va ajudar a l'astrònom Thomas Blakiston de la Royal Artillery, al botànic Eugène Bourgeau i al geòleg Dr James Hector.
El 1859 Palliser va rebre el premi Patron's Gold Medal de la Royal Geographical Society per les seves investigacions a les Rocky Mountains. Tornà a Irlanda el 1862 i va presentar els seus descobriments al Parlament britànic.
Va opinar, de manera errada, que no era possible l'agricultura al Triangle de Palliser del Canadà per tenir massa aridesa. Tanmateix durant la secada del Dust Bowl aquesta zona va resultar devastada.

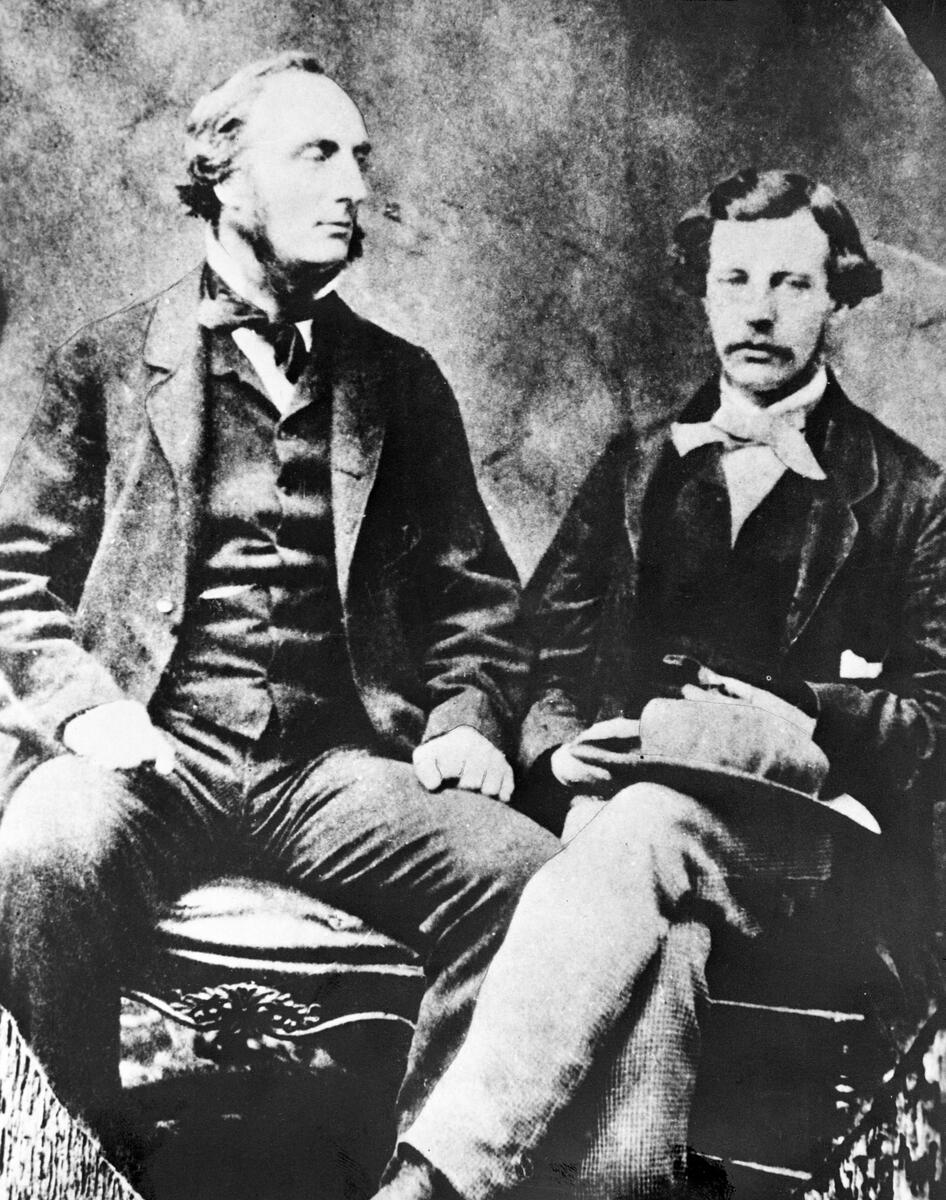
Capità John Palliser (esquerra) i James Hector.

L'any 1869 va viatjar a l'illa àrtica de Rússia de Novaya Zemlya amb el seu germà, Frederick Palliser a bord del vaixell Sampson.

## Publicacions
- Solitary rambles and adventures of a hunter in the prairies (1853)
- Papers relative to the exploration by Captain Palliser of that portion of British North America which lies between the northern branch of the River Saskatchewan and the frontier of the United States; and between the Red River and Rocky Mountains (1859)
- The solitary hunter, or, Sporting adventures in the prairies (1860)
- Further papers relative to the exploration by the expedition under Captain Palliser of that portion of British North America which lies between the northern branch of the River Saskatchewan and the frontier of the United States; and between the Red River and the Rocky Mountains, and thence to the Pacific Ocean (1860)
- Exploration - British North America: The journals, detailed reports, and observations relative to the exploration, by Captain Palliser, of that portion of British North America, which, in latitude, lies between the British boundary line and the height of land or watershed of the northern or frozen ocean respectively, and in longitude, between the western shore of Lake Superior and the Pacific Ocean during the years 1857, 1858, 1859, and 1860 (1863)